# 堀江文同
堀江 文同（ほりえ ぶんどう、1816年3月8日〈文化13年2月10日〉 - 1874年〈明治7年〉11月23日）は、江戸時代後期から明治時代初期の儒学者、教育者、医者。

## 生涯
堀江同文は盛岡藩藩士のもとに生まれる。弘化元年 (1844年)、18歳で江戸に赴き、皆川淇園の門下生であった東條一堂の私塾「瑶池塾」にて経書を学び、茅場町の脚気専門医である磐瀬元策のもとでは医学を学ぶ。
その後各地を転々とするが、上総国夷隅郡江場土村（現・千葉県いすみ市岬町江場土）に定住し、村の医者、教育者となる。元治元年 (1864年)、堀江は帰郷しようとするも村民に留まるよう懇願された彼は私塾「明倫堂」を江場土村の自宅に開校。学校は幕末の代表的な儒学者である安井息軒により名づけられた。近郊の長者町では宇佐美灊水など、多くの儒家が私塾を開き庶民に教育を施していた。堀江は明倫堂で自ら教鞭をとり、経書や歴史、漢学を教えた。生徒は村外からも数十人程度があつまった。のちに教室が狭いことから部田村（へたむら、現・岬町中滝）へ学校を移転し、明治6年(1873年)に開校した部田小学校（現・いすみ市立中根小学校）には旧明倫堂校舎が使用された。
堀江はこの地の女性と二度結婚した。長男が早世したため長女が家督を継いだ。
堀江の門下生や交流者により、江場土金刀比羅堂と、鴨根の音羽山清水寺に彼に関する石碑が残されている。そのうち清水寺の『堀江華牧翁碑』の製作に関係したのは著名な儒学者である成島柳北、書道家香川松石、国際法学者信夫淳平の父で漢学者の信夫怒軒である。また、先述したように安井息軒とも交流があるのだが、彼は『明倫堂記』を安井衝撰の名前で残している。

## 門人
堀江が開校した明倫堂からは多くの教育者、政治家らが輩出されている。同郡佐室村に生まれ、のちに衆議院議員となる高梨正助は21歳で開校と同時に入学し、明倫堂の一期生となった。彼は夷隅事件を起こした民権派の政党である以文会の創設に関わっているが、同じくその創設時の会員である金綱直（1856年 - 1931年）も明倫堂で学んだ。のちに自由党党員となった彼は千葉県議会議員も務めた。夷隅郡郡会議員や、学校教員、太東村村長を合計10年間務めた高地七三郎（1851年 - 1912年）は堀江同文にも3年間ついて学んだ。同郡東海村に生まれそこで勉強した、洋画家安藤信哉の父でもある安藤誠（1859年 - ？）は「三省学校」や「菁莪学館」を開校した。

## 著作
著作に『船方往来』という往来物の教科書がある。江場土村の仁寿堂から安政年間（1850年代）に出版され、主に房総地方の漁村で用いられた。この時の著者名は「潜夫」であり、内容は漁業についてである。また彼は七言詩などいくつかの漢詩も残している。